# Keswick Hall
Pour les articles homonymes, voir Keswick.
Le Keswick Hall est un hôtel américain situé à Charlottesville, en Virginie. Cet établissement est membre des Historic Hotels of America depuis 2015.